# Campeonato Potiguar de Futebol de 2019
O Campeonato Potiguar de Futebol de 2019, foi a 100ª edição do campeonato estadual de futebol do Rio Grande do Norte. A competição deu vagas à Copa do Brasil de 2020, à Copa do Nordeste de 2020, e à Série D do Campeonato Brasileiro de 2020.
A Federação Norte-rio-grandense de Futebol apresentou na sexta-feira, 9 de novembro de 2018, as novidades para o Campeonato Potiguar Loterias Caixa 2019. Foram expostas a tabela da competição, a bola oficial do Estadual da marca Pênalti (modelo S11 Campo Pró) e o regulamento específico do torneio. Dentre as novidades para o próximo ano, estão o retorno das finais da Copa Cidade do Natal e da Copa Rio Grande do Norte, equivalentes ao primeiro e segundo turnos, respectivamente. Foi mantida, ainda, a obrigatoriedade da presença de seis atletas Sub-23 por elenco, como na edição anterior do Estadual.
A Federação Norte-rio-grandense de Futebol divulgou nesta sexta-feira, 16 de novembro de 2018, o novo formato do projeto comercial para o Campeonato Potiguar 2019. Com conteúdo exclusivo com cotas de patrocínio, o projeto é desenvolvido pela 10 Sports, empresa contratada para o desenvolvimento das ações de marketing da entidade do futebol potiguar.
O projeto traz ainda dados relativos aos índices de audiência da competição estadual de 2018. A edição 2019 terá a TV FNF em alguns jogos do torneio, com transmissão por meio da plataforma digital (TV FNF RN). Além disso, os cinco ídolos potiguares com passagens pela Seleção Brasileira ganham destaque ao projeto: Dequinha, Marinho Chagas, Nonato, Souza e Rodriguinho.
A FNF anuncia candidatas do Concurso Musa do Futebol Potiguar 2019, Representantes dos oito clubes da elite do Campeonato Potiguar concorrerão, em votação pela internet e júri técnico, ao título de Musa e prêmio de R$ 3 mil. Para participar, é preciso acessar o site da FNF (Musa do Futebol Potiguar) e clicar na participante que melhor represente um dos oito clubes participantes do Campeonato Estadual deste ano.
A InterTV Cabugi e a InterTV Costa Branca vão transmitir para todo o Rio Grande do Norte as finais do Campeonato Potiguar deste ano. A parceria foi firmada na última quinta-feira (11), em reunião com representantes da emissora, da Federação Norte-rio-grandense de Futebol e dos clubes finalistas. O fato é inédito na história do futebol do Rio Grande do Norte, passando a ter uma partida transmitida em TV aberta, com veiculação em horário nobre, sendo o primeiro jogo ao vivo do Campeonato Potiguar em 32 anos da afiliada no estado. O RN será o quinto estado do Nordeste a ter partidas locais transmitidas pela Globo.
A Federação Norte-rio-grandense de Futebol (FNF) divulgou nesta segunda-feira (15) o Troféu do Campeonato Potiguar deste ano, que vai ser erguido por ABC ou América-RN, os dois finalistas do certame. E o troféu deste ano vai homenagear um monumento do Parque da Cidade Dom Nivaldo Monte, obra do arquiteto Oscar Niemeyer.

## Fórmula de disputa
O Campeonato Potiguar de 2019 começa no 9 de janeiro de 2019, e conta somente com oito clubes, correspondentes aos sete melhores colocados da edição de 2018 e ao campeão da segunda divisão de 2018. O Campeonato será disputado em duas fases, da seguinte forma:
A Primeira fase, denominada "Copa Cidade do Natal" será disputada por todas as equipes em Fase Única, composta de sete rodadas (rodadas um a sete), com todas as equipes jogando entre si uma única vez (jogos de ida).
Ao final das rodadas da Copa Cidade do Natal as agremiações melhores colocadas (1º e 2° lugar), independentemente de números de pontos conquistados, disputarão o título em uma partida (jogo único), A agremiação vencedora deste confronto, será declarada Campeã da Copa Cidade do Natal, e a equipe campeã garantirá vaga para a decisão do Campeonato Estadual, Copa do Brasil 2020, Copa do Nordeste 2020.
A Segunda fase, denominada "Copa RN" será disputada por todas as equipes em Fase Única, composta de sete rodadas (rodadas um a sete), com todas as equipes jogando entre si uma única vez (jogos de volta).
Ao final das rodadas da Copa RN as agremiações melhores colocadas (1º e 2° lugar), independentemente de números de pontos conquistados, disputarão o título em uma partida (jogo único), A agremiação vencedora deste confronto, será declarada Campeã da Copa RN, e a equipe campeã garantirá vaga para a decisão do Campeonato Estadual, Copa do Brasil 2020, Copa do Nordeste 2020.
A decisão do campeonato estadual será disputada em duas partidas, pelo sistema de ida e volta, com mando de campo da segunda partida para a equipe com melhor índice técnico em toda a competição,  considerando-se o total de pontos ganhos somados nas duas fases. Em caso de a mesma equipe vencer a Copa Cidade do Natal e a Copa RN, será declarado Campeão Estadual de 2019, e as equipes com melhor índice técnico na competição, ambas estarão classificadas para disputar a Copa do Brasil de 2020 e a Copa do Nordeste de 2020. Ao término da competição, serão fornecidas também duas vagas para a Série D de 2020, excetuando-se o ABC e o Globo, que disputarão a Série C de 2019. O América, que disputará a Série D de 2019, também disputa uma das vagas do Campeonato Estadual 2019 para a Série D de 2020.

### Critérios de desempate
Em caso de empate entre duas ou mais equipes no número de pontos ganhos, foram aplicados os seguintes critérios de desempate, na seguinte ordem:
1. Maior número de vitórias;
2. Maior saldo de gols;
3. Maior número de gols marcados;
4. Menor número de gols sofridos;
5. Menor número de cartões vermelhos;
6. Menor número de cartões amarelos;
7. Sorteio.

## Primeira Fase (Copa Cidade do Natal)
| Classificação | Classificação          | Classificação | Classificação | Classificação | Classificação | Classificação | Classificação | Classificação | Classificação | Classificação | Classificação |
| Pos           | Times                  | Pts           | J             | V             | E             | D             | GP            | GC            | SG            | %             |               |
| ------------- | ---------------------- | ------------- | ------------- | ------------- | ------------- | ------------- | ------------- | ------------- | ------------- | ------------- | ------------- |
| 1             | América de Natal       | 13            | 7             | 4             | 1             | 2             | 11            | 7             | +4            | 61.9          |               |
| 2             | ABC                    | 13            | 7             | 4             | 1             | 2             | 11            | 7             | +4            | 61.9          |               |
| 3             | Globo                  | 12            | 7             | 3             | 3             | 1             | 7             | 1             | +6            | 57.1          |               |
| 4             | Palmeira               | 8             | 7             | 2             | 2             | 3             | 5             | 10            | –5            | 38.1          |               |
| 5             | Santa Cruz de Natal    | 7             | 7             | 1             | 4             | 2             | 4             | 4             | 0             | 33.3          |               |
| 6             | Potiguar de Mossoró[a] | 6             | 7             | 3             | 3             | 1             | 9             | 5             | +4            | 57.1          |               |
| 7             | ASSU                   | 5             | 7             | 0             | 5             | 2             | 3             | 8             | –5            | 23.8          |               |
| 8             | Força e Luz            | 3             | 7             | 0             | 3             | 4             | 4             | 12            | –8            | 14.3          |               |

|  |                                                  |
|  | Classificados para final da Copa Cidade do Natal |

| Copa Cidade do Natal de 2019 |
| ---------------------------- |
|                              |
| ABC Campeão (2º título)      |

a. ^  O Potiguar de Mossoró foi punido com a perda de seis pontos por escalação irregular de jogador.

### Desempenho por rodada
Clubes que lideraram ao final de cada rodada:
| Rodadas | Rodadas | Rodadas | Rodadas | Rodadas | Rodadas | Rodadas |
| ------- | ------- | ------- | ------- | ------- | ------- | ------- |
| 1       | 2       | 3       | 4       | 5       | 6       | 7       |
| POT     | POT     | POT     | ABC     | ABC     | ABC     | AME     |

Clubes que ficaram na última posição ao final de cada rodada:
| Rodadas | Rodadas | Rodadas | Rodadas | Rodadas | Rodadas | Rodadas |
| ------- | ------- | ------- | ------- | ------- | ------- | ------- |
| 1       | 2       | 3       | 4       | 5       | 6       | 7       |
| PAL     | GLO     | FOR     | FOR     | FOR     | FOR     | FOR     |

### Final da Copa Cidade do Natal

#### Jogo único
| Quarta-feira, 20 de fevereiro | América de Natal | 1 – 2                    | ABC                              | Arena das Dunas, Natal                                                   |
| 20:30                         | Hiltinho 01'     | Relatório Súmula Borderô | Rodrigo Rodrigues 02' · Ivan 68' | Público: 18 739 Renda: R$ 312.400,00 Árbitro: RS Anderson Daronco (FIFA) |

| América-RN | ABC |

## Segunda Fase (Copa RN)
| Classificação | Classificação       | Classificação | Classificação | Classificação | Classificação | Classificação | Classificação | Classificação | Classificação | Classificação | Classificação |
| Pos           | Times               | Pts           | J             | V             | E             | D             | GP            | GC            | SG            | %             |               |
| ------------- | ------------------- | ------------- | ------------- | ------------- | ------------- | ------------- | ------------- | ------------- | ------------- | ------------- | ------------- |
| 1             | Potiguar de Mossoró | 16            | 7             | 5             | 1             | 1             | 15            | 7             | +8            | 76.2          |               |
| 2             | América de Natal    | 15            | 7             | 5             | 0             | 2             | 13            | 3             | +10           | 71.4          |               |
| 3             | Globo               | 14            | 7             | 4             | 2             | 1             | 11            | 6             | +5            | 66.7          |               |
| 4             | ABC                 | 13            | 7             | 4             | 1             | 2             | 10            | 7             | +3            | 61.9          |               |
| 5             | ASSU                | 8             | 7             | 2             | 2             | 3             | 8             | 10            | –2            | 38.1          |               |
| 6             | Força e Luz         | 7             | 7             | 2             | 1             | 4             | 3             | 11            | –8            | 33.3          |               |
| 7             | Santa Cruz de Natal | 4             | 7             | 1             | 1             | 5             | 5             | 8             | –3            | 19.0          |               |
| 8             | Palmeira            | 3             | 7             | 1             | 0             | 6             | 3             | 16            | –13           | 14.3          |               |

|  |                                                      |
|  | Classificados para final da Copa Rio Grande do Norte |

| Copa Rio Grande do Norte de 2019     |
| ------------------------------------ |
|                                      |
| América de Natal Campeão (4º título) |

### Desempenho por rodada
Clubes que lideraram ao final de cada rodada:
| Rodadas | Rodadas | Rodadas | Rodadas | Rodadas | Rodadas | Rodadas |
| ------- | ------- | ------- | ------- | ------- | ------- | ------- |
| 1       | 2       | 3       | 4       | 5       | 6       | 7       |
| POT     | AME     | AME     | AME     | AME     | AME     | POT     |

Clubes que ficaram na última posição ao final de cada rodada:
| Rodadas | Rodadas | Rodadas | Rodadas | Rodadas | Rodadas | Rodadas |
| ------- | ------- | ------- | ------- | ------- | ------- | ------- |
| 1       | 2       | 3       | 4       | 5       | 6       | 7       |
| PAL     | PAL     | PAL     | STC     | ASS     | PAL     | PAL     |

### Final da Copa Rio Grande do Norte

#### Jogo único
| Quarta-feira, 10 de abril | Potiguar de Mossoró | 0 – 2                    | América de Natal                    | Nogueirão, Mossoró                                                           |
| 20:30                     |                     | Relatório Súmula Borderô | 80' Adriano Pardal · 90+6' Luisinho | Público: 2 401 Renda: R$ 73.240,00 Árbitro: RN Caio Max Augusto Vieira (CBF) |

| Potiguar-MO | América-RN |

## Final do campeonato
Ida
| Quarta-feira, 17 de abril | ABC | 0 – 0                                   | América de Natal | Estádio Frasqueirão, Natal                                                    |
| 21:30                     |     | Relatório Súmula Borderô InterTV Cabugi |                  | Público: 8 108 Renda: R$ 81.130,00 Árbitro: SP Luiz Flávio de Oliveira (FIFA) |

| ABC | América-RN |

Volta
| Quarta-feira, 24 de abril | América de Natal               | 2 – 1                                   | ABC          | Arena das Dunas, Natal                                                           |
| 21:30                     | Jean Patric 44' · Alison 90+4' | Relatório Súmula Borderô InterTV Cabugi | 73' Maurício | Público: 21 491 Renda: R$ 343.705,00 Árbitro: RJ Marcelo de Lima Henrique (FIFA) |

| América-RN | ABC |

## Premiação
| Campeonato Potiguar de 2019   |
| ----------------------------- |
|                               |
| América de Natal (36º título) |

| Vice Campeão: | Terceiro Colocado: | Equipe mais:     | Artilheiro:        | Melhor goleiro: |
| ------------- | ------------------ | ---------------- | ------------------ | --------------- |
| ABC           | Globo              | América de Natal | Jefinho (Potiguar) | Wadson (Globo)  |

## Classificação Geral
Classificação atualizada da fase final do Campeonato Potiguar 2019 somando Copa Cidade do Natal + Copa RN.